# Ngraho (Ngraho)
Ngraho is een bestuurslaag in het regentschap Bojonegoro van de provincie Oost-Java, Indonesië. Ngraho telt 1680 inwoners (volkstelling 2010).